# Арнотт, Нил
Нил Арнотт (англ. Neil Arnott; 15 мая 1788, Арброт, Шотландия — 2 марта 1874, Лондон) — шотландский врач-хирург, физик, изобретатель, доктор наук.

## Биография
Родился в семье мастеров-пекарей.
В 1788 году окончил учёбу в гимназии в Абердине, с 1801 года там же обучался в Marischal College Абердинского университета. Своё медицинское образование завершил в Лондоне, под руководством Эверарда Хома, и поступил в качестве хирурга на службу Британской Ост-Индской компании. В 1811 году вернулся в качестве практического врача в Лондон, где практиковал с 1811 по 1854 год, и быстро приобрел высокую репутацию. Был одним из основателей Лондонского университета. Позднее читал лекции по физике, которые появились в печати в 1823 году под заглавием «Elements of physics» (7 изд., Лонд., 1864 г.) и были переведены на многие языки.
Через несколько лет стал врачом французского и испанского посольств.
Нил Арнотт в 1835 году стал членом университетского сената, в 1837 году — лейб-медиком королевы и в 1838 году — членом Королевского общества (Royal society).
Опубликовал ряд сочинений о гигиене. Изобрёл Арнотовский вентилятор и Арнотовскую печку. Позднее обнародовал сочинение «A survey of human progress» (Лондон, 1861).
Был решительным сторонником научного, а не чисто классического образования; проявлял интерес к натурфилософии, подарил по 2000 фунтов каждому из четырёх университетов Шотландии и Лондонскому университету, чтобы способствовать её изучению в экспериментальной и практической форме.
В 1854 году был награждён Медалью Румфорда за успешное создание бездымной колосниковой решётки и другие ценные разработки в использовании тепла для обогрева и вентиляции помещений.
Умер в Лондоне в 1874 году, но похоронен вместе со своей матерью на Динском кладбище в Эдинбурге. 